# Міжлісся (Озерський міський округ)
Міжлісся (рос. Междулесье) — селище Озерського міського округу, Калінінградської області Росії. Входить до складу Красноярського сільського поселення.
Населення —  5 осіб (2015 рік). 

## Населення
| 2002 | 2010 |
| ---- | ---- |
| 6    | ↘5   |